# Куаутитлан
Куаутитлан (исп. Cuautitlán) — город и административный центр одноимённого муниципалитета в мексиканском штате Мехико. Численность населения, по данным переписи 2010 года, составила 108 449 человек.